# Telegeusis panamaensis
Telegeusis panamaensis är en skalbaggsart som beskrevs av Robert T. Allen och Robert S. Hutton 1969. Telegeusis panamaensis ingår i släktet Telegeusis och familjen Telegeusidae. Inga underarter finns listade i Catalogue of Life.